# Puccinia axiniphylli
Puccinia axiniphylli ist eine Ständerpilzart aus der Ordnung der Rostpilze (Pucciniales). Der Pilz ist ein Endoparasit des Korbblütlers Axiniphyllum tomentosum. Symptome des Befalls durch die Art sind Rostflecken und Pusteln auf den Blattoberflächen der Wirtspflanzen. Sie ist ein Endemit Mexikos.

## Merkmale

### Makroskopische Merkmale
Puccinia axiniphylli ist mit bloßem Auge nur anhand der auf der Oberfläche des Wirtes hervortretenden Sporenlager zu erkennen. Sie wachsen in Nestern, die als gelbliche bis braune Flecken und Pusteln auf den Blattoberflächen erscheinen.

### Mikroskopische Merkmale
Das Myzel von Puccinia axiniphylli wächst wie bei allen Puccinia-Arten interzellulär und bildet Saugfäden, die in das Speichergewebe des Wirtes wachsen. Ihre Spermogonien und Aecien sind unbekannt. Die blattunterseitig wachsenden Uredien des Pilzes sind gelb und brechen früh hervor. Ihre hellgelblichen Uredosporen sind 24–31 × 22–24 µm groß, zumeist eiförmig bis kugelig und stachelwarzig. Die blattunterseitig wachsenden Telien der Art sind schwärzlich, kompakt und früh unbedeckt, sie besitzen goldene Paraphysen. Die goldenen bis klar kastanienbraunen Teliosporen sind zweizellig, in der Regel eiförmig bis langellipsoid und 45–63 × 23–30 µm groß. Ihre Stiele sind fast farblos und bis zu 70 µm lang.

## Verbreitung
Das bekannte Verbreitungsgebiet von Puccinia axiniphylli umfasst lediglich das südliche Mexiko.

## Ökologie
Die Wirtspflanze von Puccinia axiniphylli ist Axiniphyllum tomentosum. Der Pilz ernährt sich von den im Speichergewebe der Pflanzen vorhandenen Nährstoffen, seine Sporenlager brechen später durch die Blattoberfläche und setzen Sporen frei. Die Art durchläuft einen Entwicklungszyklus, von dem bislang nur Telien und Uredien sowie deren Wirt bekannt sind; Spermogonien und Aecien konnten ihr nicht zugewiesen werden.